# Blues-Messe
Eine Blues-Messe ist ein Gottesdienst mit Blues-Musik. Dieser Gottesdiensttyp spielte eine besondere Rolle im Widerstand Jugendlicher gegen das SED-Regime. Die Blues-Messen fanden regelmäßig in der Samariterkirche in Berlin-Friedrichshain, später zusätzlich in der Auferstehungskirche und schließlich auf dem Grundstück der Erlöserkirche in Berlin-Rummelsburg statt. Zur ersten Blues-Messe am 1. Juni 1979 kamen 250 Teilnehmer. Der überwiegende Teil von ihnen hatte bis dahin noch nie eine Kirche betreten. Die Teilnehmerzahl stieg später auf 7000 (24. Juni 1983) an und war Ausdruck des Jugendprotestes und der Jugendkultur der DDR. Bis zum Herbst 1986 fanden insgesamt 20 Veranstaltungen statt.
Initiiert wurden die Blues-Messen von Günter Holly Holwas, der den Pfarrer der Samariter-Gemeinde,  Rainer Eppelmann, für diese Idee gewann. Eppelmann, der damals Kreisjugendpfarrer in Berlin-Friedrichshain war, bestand jedoch darauf, dass die Veranstaltungen in einen gottesdienstähnlichen Rahmen gestellt wurden. Neben der Musik verlasen Rainer Eppelmann und Pfarrer Heinz-Otto Seidenschnur Bibeltexte z. B. zum Thema Schwerter zu Pflugscharen und es kamen auch kleine Gedichte oder Sketche zur Aufführung, die überwiegend politisch-unangepasste Inhalte hatten. Die Staatsführung versuchte, die Veranstaltungen zu untersagen, da es sich ihrer Meinung nach nicht um Gottesdienste handele und daher eine besondere Genehmigung notwendig sei. Damit konnte sie sich nicht durchsetzen, da der Bund der Evangelischen Kirchen in der DDR darauf bestand, dass nur Pfarrer entscheiden könnten, was ein Gottesdienst sei. Allerdings versuchte der Bund vor allem unter Werner Krusche, den Gottesdienstcharakter zu stärken. Schließlich beendete der Kirchenbund die Veranstaltungsreihe 1986, um den vom Staat in Aussicht gestellten Kirchentag 1987 nicht zu gefährden. 
Neben Hollys Bluesband traten Stefan Diestelmann, Freygang, Jonathan Blues Band, Monokel und Tröger-Lied, kirchliche Gruppen zu den Blues-Messen auf, aber auch Blueser, die in der DDR mit einem Auftrittsverbot belegt wurden. Die zur Aufführung gebrachte Musik beschränkte sich nicht nur auf Blues, später kamen auch Rock und Punk hinzu. Besonders die aufmüpfige Punk-Kultur war der DDR-Führung und der Kirche ein Dorn im Auge, zumal auch Punks aus West-Berlin anreisten (siehe auch Punk in der DDR).
28 Jahre nach der ersten Messe, am 31. August 2007, kam es in der Osterkirche in Berlin-Wedding zu einer Neuauflage. Mit dabei waren Kerth, Engerling, Waldemar Weiz, Big Joe Stolle und Hollys Bluesband. Bereits am 22. Oktober 2005 hatte es, anlässlich des 25. Jahrestages, eine Blues-Messe in der Samariterkirche gegeben. Mit einer Multimediashow, einer Podiumsdiskussion mit Holly Holwas, Rainer Eppelmann, Ralf Hirsch und Heinz-Otto Seidenschnur sowie dem Auftritt einer Live-All-Star-Band wurde an die damaligen Ereignisse erinnert.
30 Jahre nach der ersten Blues-Messe gab es am 18. Juli 2009 eine Neuauflage in der Parochialkirche, die von der Kirchengemeinde gemeinsam mit dem DDR-Museum Berlin veranstaltet wurde. Neben Hollys Bluesband trat auch der Berliner Rapper Prinz Pi auf.